# Universidade de Brunei Darussalam
Universidade de Brunei Darussalam (UBD; em malaio:  Universiti Brunei Darussalam; em jawi: يونيبرسيتي بروني دارالسلام) é uma universidade pública nacional com campus principal localizado na capital de Brunei, Bandar Seri Begawan. É a universidade mais antiga do país, fundada em meados de 1985, a fim de oferecer à população bruneana uma carreira acadêmica mais facilmente.
O atual chanceler da instituição é o próprio sultão e primeiro-ministro de Brunei, Hassanal Bolkiah (também fundador da UBD); o vice é Anita Binurul Zahrina binti Awang Abdul Aziz. Assim como outras faculdades do país, são oferecidas gratuitamente atividades esportivas, como natação, futebol, rugby e badminton. Por ser controlada por um líder islâmico, observa-se forte influência religiosa na UBD. Após a instalação do Instituto de Medicina, no final de 2005, recebeu o título de Royal College of General Practitioners, destinado a centros universitários de destaque acerca do curso de Medicina.
Em razão da monopolização acadêmica da Universidade de Brunei Darussalam, foi inaugurada a Universidade Mosque em 1992, também por H. Bolkiah. A nova instituição, portanto, dividiu espaço com a UBD na educação do país. A mais antiga concentra, atualmente, a Faculdade de Artes e Ciências Sociais; a Faculdade de Ciência; a Faculdade de Integração Tecnológica; o Instituto de Estudos Asiáticos; o Instituto de Biodiversidade e Preservação Ambiental e o Centro de Linguagens.

## História
A Universidade de Brunei Darussalam foi inaugurada oficialmente em 1985, ao abrir as portas para 176 estudantes, a princípio. Desde então, a instituição tem visto um crescimento no número de alunos os quais compõem a graduação, a aplicação de novos programas acadêmicos, o desenvolvimento da infraestrutura e campos de pesquisa da pós-graduação.
A universidade moveu suas atividades para um espaço maior, Tungku Link, ainda em Bandar Seri Begawan, em 1995. Existem oito faculdades, nove institutos de pesquisa e seis centros de serviços acadêmicos, dentre eles: Estudos Islâmicos, Negócios, Artes, Ciências, Ciência da Saúde, Estudos Asiáticos, Estudos Políticos, Educação, Biodiversidade e Integração Tecnológica.